# Forum för ekonomi och teknik
Affärsmagasinet Forum (Forum för ekonomi och teknik) var Finlands enda svenskspråkiga affärstidskrift från 1968 tills den lades ner år 2021. 
Magasinet riktade sig till beslutsfattare och experter inom näringslivet i Finland och Norden. Cirka 76 % av läsarna var i ledande position, högre tjänstemän eller företagare . Tidningens upplaga var cirka 11 000. Läsarna bestod i huvudsak av ekonomer, ingenjörer, diplomingenjörer och arkitekter. Bevakningsteman inkluderade ekonomi, teknik, ledarskap och arbetsliv, med reportage, profilintervjuer, livsstil och kolumner.
Tidningen utgavs av Förlags Ab Forum för ekonomi och teknik som ägdes av Tekniska Föreningen i Finland rf (TFiF),  Driftingenjörsförbundet i Finland rf (DIFF), Ekonomföreningen Merkur rf, Ekonomföreningen Niord rf, Ekonomiekandidatföreningen rf, Baraviföreningen rf samt Konstsamfundet. Tidningens chefredaktör var sedan 2020 är Sören Jonsson. Tidigare chefredaktörer var Torsten Fagerholm, Patrik Lindfors, Fredrik Nars och Ragnhild Artimo.
Forums uttalade mål var att verka som en ”oberoende liberal tidskrift som står redaktionellt fri från partier och organisationer, verkar i humanistisk upplysningstradition för demokrati och öppen ekonomi, samt innovation och entreprenörskap” 

## Kolumnister
Bland tidningens tidigare och nuvarande kolumnister märks Henric Borgström, Alexander Stubb, Carl Haglund, Nils Torvalds, Elisabeth Rehn, Janina Andersson, Kaj Korkea-aho, Magnus Londen, Staffan Bruun, Carl-Gustav Lindén och Alf Rehn.

## Webbverksamhet
Forum upprätthåller diskussionsforumet Affärsnätverket Forum  på Linkedin, den största svenskspråkiga gruppen i Finland och en av de största på svenska på hela Linkedin. Där diskuteras trender och aktuella frågor inom näringsliv, arbetsliv och innovationer.

## Historia
Forums rötter sträcker sig till 1880 och tidskriften har införlivat diverse andra publikationer under årens lopp. Speciellt viktig är Mercator: tidskrift för Finlands näringsliv, en allmänekonomisk tidskrift grundad av Amos Anderson, där Anderson själv fungerade som utgivare under flera årtionden.